# Nacho Castro
Ignacio „Nacho” Castro García (ur. 30 czerwca 1971 w Avilés) – hiszpański piłkarz występujący na pozycji defensywnego pomocnika, trener piłkarski.